# Pax Khazarica

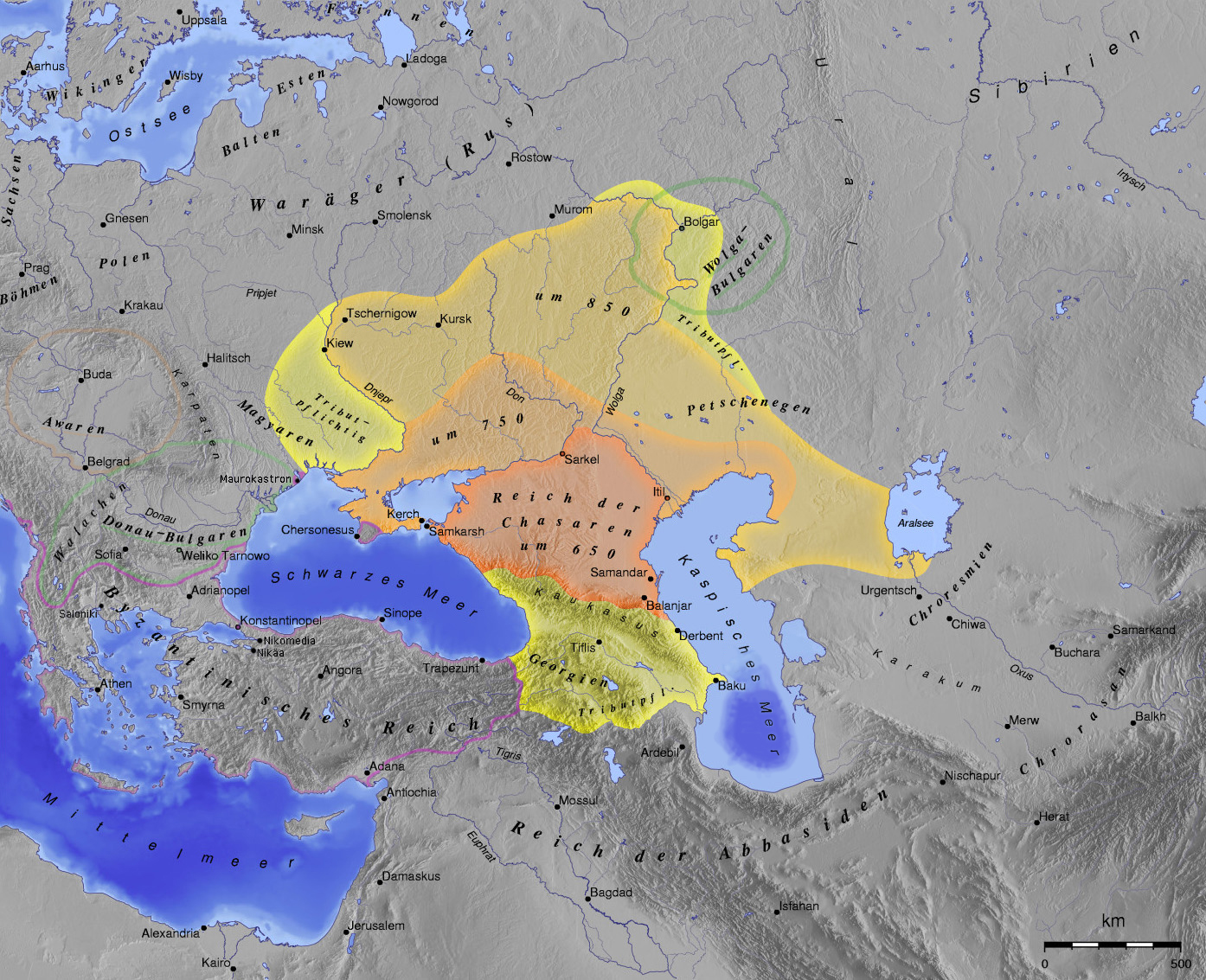
Карта Хазарії

Pax Chazarica або Pax Khazarica (новолат. «хозарський мир») — термін, за аналогією з виразом Pax Romana, застосовуваний істориками для позначення періоду домінування в прикаспійських-причорноморських степах  Хазарського каганату (середина VII — кінець IX століття). З російських істориків його використовували Ю. В. Готьє, Г. В. Вернадський та ін.
В результаті діяльності хозар, яким вдалося створити більш могутню і довговічну державу в порівнянні з попередніми кочовими об'єднаннями, було призупинене велике переселення народів. З 660-х рр. після розгрому болгар по 820-х рр. IX століття, коли в Північне Причорномор'я прийшли угорці, жодне кочове плем'я не перетнуло Волгу. На території Передкавказзя, Поволжя, Криму Приазов'я і Подоння, об'єднаних під однією владою, встановився період відносної стабільності . Склалися сприятливі умови для розвитку осілості, відновлення існуючих і виникнення нових міст, колонізації Подоння слов'янами і  аланами.
Припинення у кінці VIII століття арабо-хазарських воєн зробило можливим функціонування волзького торгового шляху, який зіграв винятково важливу роль у формуванні державності Волзької Булгарії і Давньої Русі. Крім того, Хозарський каганат, що мав високорозвинену політичну структуру й ідеологію, чинив певний цивілізаційний вплив на залежні від нього народи, такі як: угорці, волзькі болгари та східнослов'янські племена.
Захід «хазарського миру» пов'язаний з ослабленням Хазарії, до початку IX століття держава втратила здатність вести великі експансивні війни. У результаті нашестя угорців і ворожих хозарам  печенігів (880-ті рр.) Причорноморські та заволзькі степи вийшли з-під контролю каганату. Об'єднання кочівників, котрі домінували в степах після його падіння (960-ті рр.) аж до монгольської навали не були політично об'єднаними і не вирізнялися стабільністю.